# Dieter Balzer
Dieter Balzer (* 1958 Neuhofen) ist ein deutscher bildender Künstler.

## Leben
Dieter Balzer studierte von 1978 bis 1979 Kunstgeschichte und Philosophie an der Universität Heidelberg. Anschließend studierte er von 1979 bis 1983 Bildende Kunst am Chesterfield College of Art and Design in England. 1984 begann er in Berlin seine Arbeit als freischaffender Künstler. 1987 ging er nach Norwegen, wo er sein Kunststudium an der Statens Högskole (SKHD) in Bergen fortsetzte und 1989 mit einem Magister artium (M.A.) abschloss. Währenddessen erhielt er vom Norwegischen Staat das NAVF Jahresstipendium. Nach seiner Rückkehr nach Berlin erhielt er 1992 ein Jahresarbeitsstipendium des Berliner Senats für Kulturelle Angelegenheit. 1993 nahm er am Myogata International Art Symposium in Meiho (Japan) teil.
2000 erhielt er den Hans-Purrmann-Preis der Stadt Speyer. Seine Werke sind in zahlreichen Einzel-, Gruppenausstellungen und Kunstsammlungen weltweit vertreten. Balzer lebt und arbeitet in Berlin.

## Werk

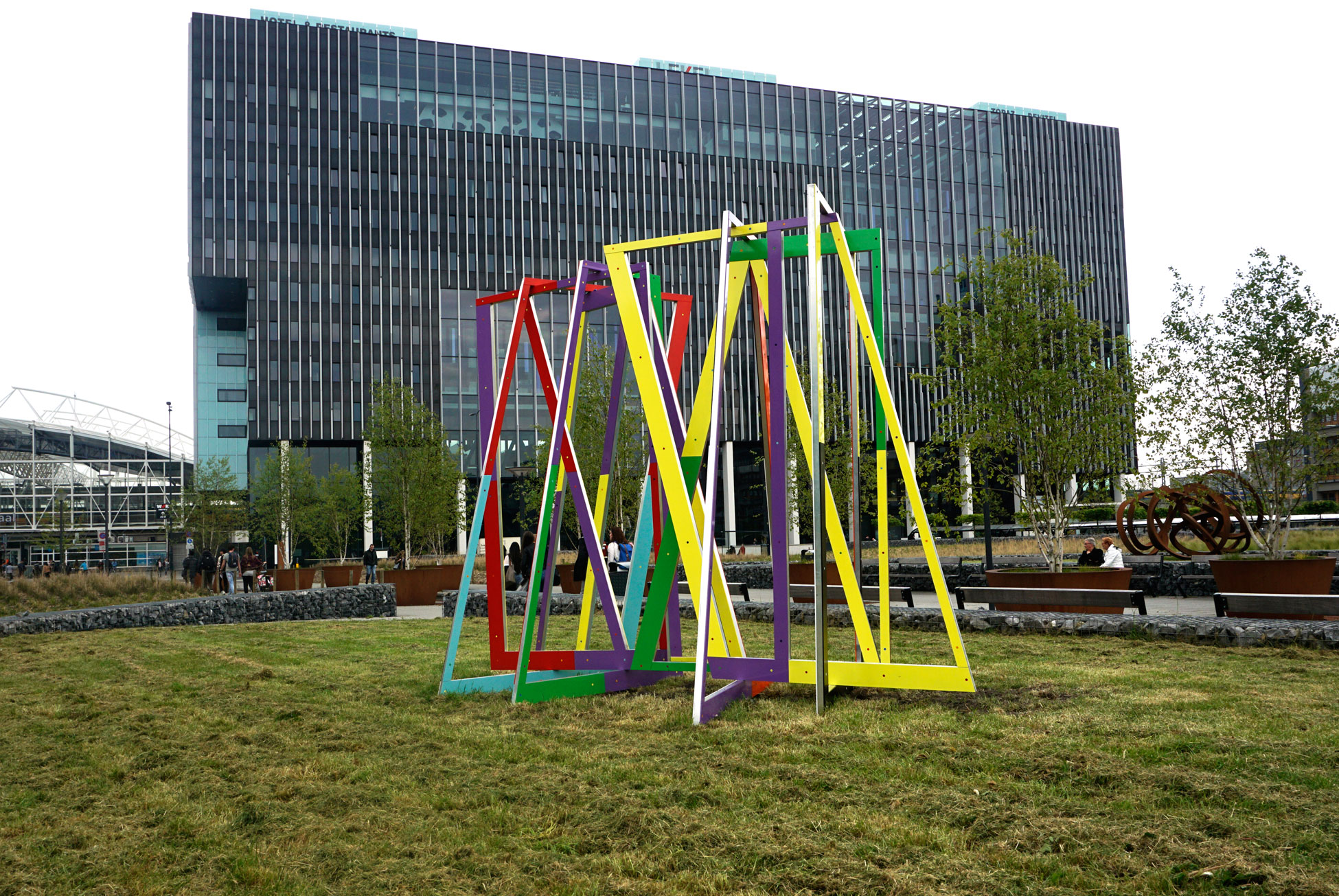
Divisa, Leiden

Balzers Werk entwickelte sich in der Auseinandersetzung mit Minimal Art und konkreter Kunst. Seine exakten, farbintensiven architektonischen Konstruktionen liegt ein rationaler Produktionsprozess zugrunde. Seine Objekte sind weder eindeutig Bild, noch Relief noch Skulptur. Sie loten die Grenzen zwischen Zwei- und Dreidimensionalität aus. Sein Arbeitsspektrum umfasst verschiedene Werkreihen, die aufeinander aufbauen, dabei aber immer neue Schwerpunkte setzen. Sie beschäftigen sich mit geometrischen Ordnungssystemen und Grundprinzipien wie der Horizontalen, Orthogonalen oder Diagonalen. Mit Spiegelungen, Drehungen oder Verschiebungen wirkt Balzer einer berechenbaren Vorausschaubarkeit entgegen. Eine wesentliche Rolle spielt die Dialektik der Farbe: mal unterstützt sie, mal untergräbt sie die Ordnung. Balzer anonymisiert den Farbauftrags durch die Verwendung von Farbfolien. Als Trägermaterial nutzt er häufig industriegefertigte MDF Platten, die mit hochglänzenden Folien präzise beschichtet werden.

## Ausstellungen (Auswahl)

### Einzelausstellungen
- 2006: Neue Arbeiten. märz galerie, Mannheim
- 2006: Unschärferelation. Deutsches Architekturmuseum, Frankfurt
- 2011: Umordnung. Museum der Wahrnehmung, Graz
- 2022: Spektrum I. Kunstverein Bad Nauheim
- 2022: Spektrum Museum Boppard[4]
- 2023: Multiple Choice. Galerie der Deutsche Werkstätten Hellerau, Dresden

### Gruppenausstellungen
- 1998: Fotografie und Grafik. Kunstmuseum Pfalzgalerie, Kaiserslautern
- 2002: Farbe-Struktur-System-Raum. K.V Wiligrad und Forum Konkrete Kunst, Erfurt
- 2002: Plastik. Kunstmuseum Pfalzgalerie, Kaiserslautern
- 2003: Gehäuse. Kunstverein Eisenturm, Mainz
- 2005: berlin konkret. Kunsthaus Rehau
- 2006: Farben. Kunstmuseum Kloster Unser Lieben Frauen, Magdeburg
- 2006: New Abstraction 2 – Strictly Geometrical ? Wilhelm-Hack-Museum, Ludwigshafen
- 2007: Bildertausch 2. Sammlung Hoppe-Ritter, Museum Ritter
- 2010: Grenzgänger der Konkreten Kunst. Kunstforum, Seligenstadt
- 2012: same same – but different. Gesellschaft für Kunst und Gestaltung, Bonn, Kunstverein Walkmühle, Wiesbaden
- 2013: Ornamental Structures. Flottmannhallen, Herne,
- 2014: Kunstverein Worms Kunstverein Speyer
- 2015: Kunstverein Aschaffenburg
- 2017: 100 Jahre De Stijl, i.c. Museum de Lakenhal Leiden
- 2017: Flux4Art. Kunst in Rheinland-Pfalz. Museum Boppard,
- 2018: raum(be)greifend. Kunstverein Seligenstadt
- 2019: Gomringer! MUWA, Museum der Wahrnehmung, Graz,
- 2021: Objekt-Malerei-Skulptur. Kunstraum Villa Friede, Bonn

## Monografien und Ausstellungskataloge (Auswahl)
- Dieter Balzer, Wandobjekte und Skulpturen. Hrsg. Galerie Linde Hollinger, Ladenburg 2016
- Dieter Balzer, 2004–2008. Bildband. Surface, Darmstadt 2008, ISBN 978-3-939855-10-1
- Dieter Balzer. Ausstellungskatalog. Hrsg.: Kunstverein Speyer. Preysing Verlag, Ladenburg 2002, ISBN 3-9806968-3-9.